# Лаксембург (Ајова)
Лаксембург (енгл. Luxemburg) град је у америчкој савезној држави Ајова. По попису становништва из 2010. у њему је живело 240 становника.

## Демографија
Према попису становништва из 2010. у граду је живело 240 становника, што је -6 (-2.4%) становника више него 2000. године.
| Група             | 2000.        | 2010.       |
| Белци             | 246 (100.0%) | 236 (98,3%) |
| Афроамериканци    | 0 (0,0%)     | 0 (0,0%)    |
| Азијати           | 0 (0,0%)     | 0 (0,0%)    |
| Хиспаноамериканци | 0 (0,0%)     | 4 (1,7%)    |
| Укупно            | 246          | 240         |